# Wanui Beach

Wainui Beach est une petite localité de la côte de l’Île du Nord de la Nouvelle-Zélande.

## Situation
Elle est localisée au nord de pointe de Tuaheni (en), à quelque 8 km à l’est de la ville de Gisborne, à laquelle elle est reliée par la route State Highway 35 (en).
La plage est un des emplacements des « 101 lieux incontournables pour les Kiwis » de la NZ Automobile Association .
Elle est connue pour la qualité des vagues brisantes permettant le surf dans de bonnes conditions.
Les résidents les plus notables de la plage de Wainui ont été la famille Quinn, qui comporte trois générations de champions nationaux de surf et en particulier les frères Maz Quinn et  Jay, avec leur sœur Holly.

## Démographie

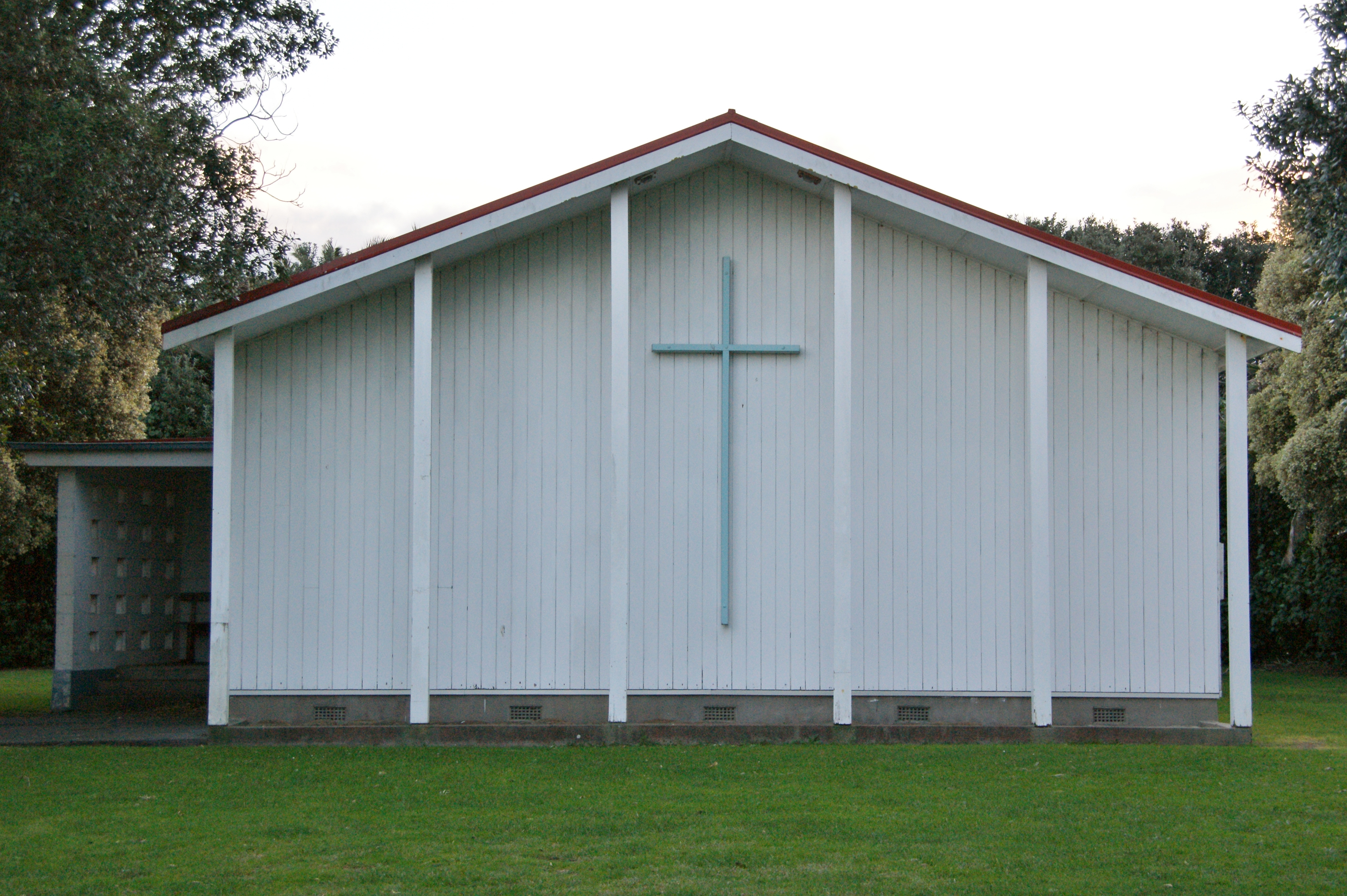
Église de Wainui

La zone statistique de Wainui-Okitu avait une population de1 716 résidents lors du recensement de 2018 en Nouvelle-Zélande, en augmentation de 231 personnes (soit 15,6 %) depuis le recensement de 2013, et une augmentation de 360 personnes (soit 26,5 %) depuis le recensement de 2006. 
Il y avait 846 hommes et 870 femmes, donnant ainsi un sexe-ratio de 0,97 homme pour une femme.
L’âge médian était de 41 ans (comparé aux 37,4 ans au niveau national), avec 426 personnes (soit 24,8 %) âgées de moins de 15 ans, 180 personnes (soit 10,5 %) âgées de 15 à 29 ans, 876 personnes (soit 51 %)  âgées de 30 à 64 ans et 237 personnes (soit 13,8 %) âgées de 65 ans ou plus.
L’ethnicité était pour 89,3 % européens/Pākehā, 22,4 % Maoris, 1,2 % peuples du Pacifique, 2,4 % d’origine asiatique et 3 % d’une autre ethnicité  (la somme totale peut faire plus de 100 % dès lors que certains peuvent s’identifier de multiples ethnies).
La proportion de personnes nées outre-mer était de 20,5 %, comparée aux 27,1 % au niveau national.
Bien que certaines personnes objectent à donner leur religion, 55,8 % n’avaient pas de religion, 33,2 % étaient chrétiens, 0,2 % étaient hindouistes, 0,7 % étaient bouddhistes et 2,6 % avaient une autre religion.
Parmi les personnes qui ont plus de 15 ans, 39,1 % ont une licence ou un degré universitaire supérieur et 6 % n’ont aucune qualification formelle. 
Le revenu médian était de 43 500 $, comparé avec les 31 800 $ au niveau national. 
Le statut d’emploi de ceux de plus de 15 ans était pour 705 personnes (soit 54,7 %) employées à plein temps, 243 personnes (soit 18,8 %) étaient employées à temps partiel et 30 personnes (soit 2,3 %) étaient sans emploi.

## Parcs
Wainui Beach possède deux parcs principaux :
- Wainui Reserve est un terrain de sport ;
- Wainui Beach et Lysnar Reserve comprennent la plage principale avec une rampe à bateaux et une zone de pêche en bateau (en), une zone de promenade pour chiens (en), et une zone pour l'équitation et le kitesurf[4].

## Éducation
Wainui Beach School est une école primaire publique mixte, allant des années 1 à 6, avec un effectif de 265 élèves en mars 2021.